# Falco hypoleucos
A Falco hypoleucos (szürke sólyom) a madarak osztályának sólyomalakúak (Falconiformes) rendjéhez, azon belül  a sólyomfélék (Falconidae) családjához tartozó faj.

## Előfordulása
Ausztrália területén honos. Kóborlásai során eljut Pápua Új-Guinea területére is.

## Megjelenése
Testhossza 30-45 centiméter, szárnyfesztávolsága 85-95 centiméter, a testtömege 350-600 gramm.

## Életmódja
Madarakkal, hüllőkkel és rovarokkal táplálkozik.